# 鲁氏菊头蝠
鲁氏菊头蝠（学名：Rhinolophus rouxii）为菊头蝠科菊头蝠属的动物。在中国大陆，分布于江西、西藏、陕西、贵州、安徽、香港、云南、甘肃、四川、江苏、广东、福建、浙江、湖北等地，主要栖息于岩洞以及家舍。该物种的模式产地在印度。

## 亚种
- 鲁氏菊头蝠指名亚种（学名：Rhinolophus rouxii rouxi），Temminck于1835年命名。。[2]
- 鲁氏菊头蝠安徽亚种（学名：Rhinolophus rouxii sinicus），Andersen于1905年命名。在中国大陆，分布于西藏、广东、安徽、云南、四川、江苏、福建、浙江、湖北等地。该物种的模式产地在安徽。[3]